# Штейнбах, Сабина фон
Сабина фон Штейнбах (нем. Sabina von Steinbach) — полулегендарная женщина-скульптор и каменщица XIII века из Эльзаса, дочь архитектора и зодчего Эрвина фон Штейнбаха.

## Биография

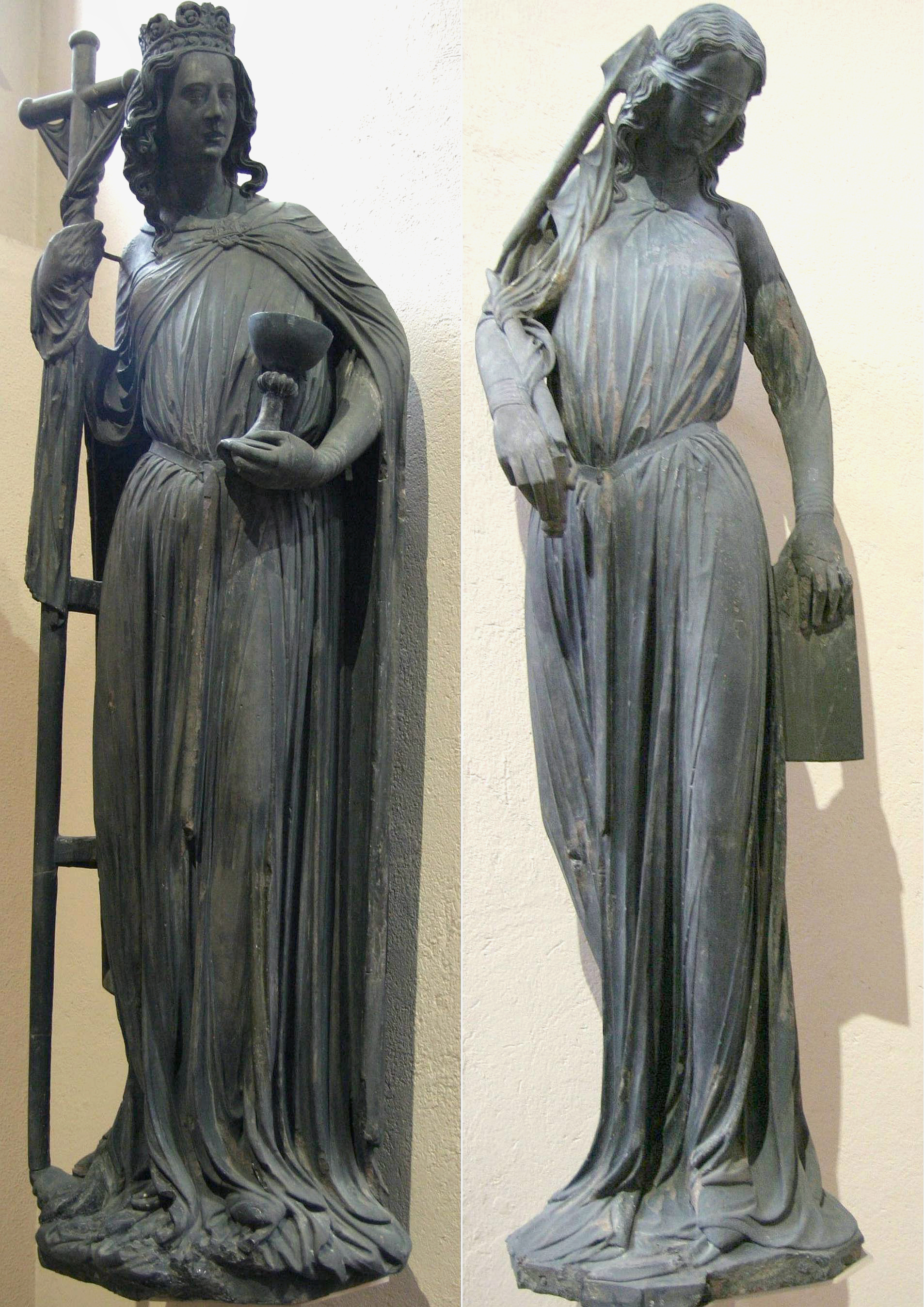
Статуи «Церковь» и «Синагога»

Сабина была дочерью знаменитого архитектора  Эрвина фон Штейнбаха, который занимался строительством  Страсбургского собора Богоматери. Отец её умер так и не окончив строительство, поэтому его место занял брат Сабины, Иоганн, который нанял на строительство сестру как опытную каменщицу и скульптора.
К авторству Сабины обычно относят две статуи, олицетворяющие церковь и синагогу, которые расположены среди прочих скульптур на одной из стен Страсбургского собора, недалеко от его южного входа. Первое упоминание о Сабине связано с этими фигурами и находится в книге 1617 года. В книге описывается Страсбургский собор и его скульптуры, и, как свидетельствует книга, надпись на одной из скульптур гласила: «Спасибо благочестивой женщине, Сабине, которая придала мне форму из этого твердого камня». Однако сейчас эта надпись считается утерянной.
В XIX веке рядом со Страсбургским собором, недалеко от памятника Эрвину фон Штейнбаху, был поставлен памятник Сабине фон Штейнбах.

## Споры о существовании
То, что впервые упоминание о Сабине было сделано в книге XVII века, в то время, как она жила в XIII веке, вызвало у некоторых исследователей сомнения в её существовании. Некоторые учёные полагают, что Сабина не больше, чем легенда и мистификация, созданная и распространённая в XVII веке. Другие считают, что имя «Сабина» появилась на скульптуре из-за  неправильного прочтения надписи и уже потом обросла легендами и домыслами. Однако при этом считается, что такая женщина вполне могла существовать в Эльзасе тринадцатого века, так как случаи, когда женщин обучали семейному ремеслу и затем передавали им в наследство мастерские, были вполне обычными для того времени.